# Жабинский сельсовет (Липецкая область)
Жабинский сельсовет — сельское поселение в Чаплыгинском районе Липецкой области Российской Федерации.
Административный центр — село Жабино.

## История
Статус и границы сельского поселения установлены Законом Липецкой области от 23 сентября 2004 года № 126-ОЗ «Об установлении границ муниципальных образований Липецкой области»

## Население
| 2010 | 2012 | 2013 | 2014 | 2015 | 2016 | 2017 |
| ---- | ---- | ---- | ---- | ---- | ---- | ---- |
| 365  | ↘360 | ↗365 | ↘358 | ↘350 | ↗357 | →357 |
| 2018 | 2021 |      |      |      |      |      |
| ↗358 | ↘337 |      |      |      |      |      |

## Состав сельского поселения
| № | Населённый пункт | Тип населённого пункта       | Население |
| - | ---------------- | ---------------------------- | --------- |
| 1 | Жабино           | село, административный центр | ↘102      |
| 2 | Заречье Ломовое  | село                         | ↘127      |
| 3 | Майково          | деревня                      | 72        |
| 4 | Садовая          | деревня                      | 64        |